# Kyle Casciaro
Kyle Casciaro (* 2. Dezember 1987) ist ein gibraltarischer Fußballspieler, der in der gibraltarischen Liga für Lincoln spielt. Außerdem ist er Nationalspieler für die gibraltarische Nationalmannschaft.

## Karriere
Casciaro machte sein Debüt für die Nationalmannschaft am 19. November 2013 gegen die Slowakei in einem 0:0-Unentschieden. Er erzielte den Siegtreffer gegen Malta und verhalf damit seiner Mannschaft zum ersten Sieg überhaupt für Gibraltar in einem offiziellen UEFA-Spiel. Das Spiel endete 1:0.

## Privates
Von Beruf ist er Schiffsmakler.